# Silver Palm Schoolhouse
La Silver Palm Schoolhouse  es una escuela histórica ubicada en Goulds, Florida. La Silver Palm Schoolhouse se encuentra inscrita  en el Registro Nacional de Lugares Históricos desde el 2 de julio de 1987.  

## Ubicación
La Silver Palm Schoolhouse se encuentra dentro del condado de Miami-Dade en las coordenadas 25°33′03″N 80°26′43″O / 25.550833, -80.445278.